# William Dorsey Swann
William Dorsey Swann (Maryland, c. 1858 - Hancock, 1925) fue un activista afroamericano pionero de la liberación gay en los Estados Unidos. Nacido en la esclavitud, fue la primera persona en Norteamérica en liderar un grupo de resistencia queer y la primera persona conocida en identificarse a sí misma como drag queen.

## Biografía
William Dorsey Swann nació siendo esclavo en Hancock, Maryland. Posteriormente fue liberado por el Ejército de la Unión, después de que la Proclamación de Emancipación entró en efecto.
Durante las décadas de 1880 y 1890, Swann organizó una serie de bailes en Washington, D. C. en donde se hacía llamar la "Reina Drag" (Drag Queen). La mayoría de asistentes a las reuniones de Swann —hombres también antiguos esclavos— se reunían para bailar ataviados con vestidos de seda y satén. Debido a que estos eventos eran clandestinos, a menudo las invitaciones a estas reuniones se hacían de manera discreta, en lugares como la YMCA.
En numerosas ocasiones, Dorsey Swann fue detenido durante redadas policiales, en donde quedó registrado, el 12 de abril de 1888, el primer caso documentado de arresto en los Estados Unidos por suplantación de identidad femenina. En 1896, fue falsamente sentenciado y condenado a 10 meses de cárcel por "mantener una casa desordenada", es decir, por dirigir un burdel. Después de su sentencia, hizo una petición de perdón al Presidente Grover Cleveland, la cual fue denegada. A pesar de ello, Swann quedó registrado como el primer americano que, oficialmente, emprendió acciones legales y políticas para defender el derecho de reunión de la comunidad LGBTQ.
Swann fue conocido por haber sido cercano a Pierce Lafayette y Felix Hall, dos hombres que formaron la primera relación sentimental conocida entre estadounidenses antiguos esclavos del mismo sexo.
Cuando Swann dejó de organizar y participar en estos eventos, su hermano continuó haciendo disfraces para la comunidad drag. Dos de sus hermanos también fueron participantes activos en las "drag balls" de Swann.
Swann falleció alrededor del 23 de diciembre de 1925 a la edad de 65 años en Hancock, Maryland y  su cuerpo fue incinerado. Tras su muerte, las autoridades locales quemaron su casa.

## Legado
Swann es el tema del libro de no ficción The House of Swann de Channing Joseph, publicado por Picador en 2021.
Swann es considerado la primera drag queen. Como homosexual negro, Swann allanó el camino para futuras drag queens y homosexuales de color. Sus esfuerzos legales suscitaron debates sobre la comunidad LGBTQ+ y puede que incluso fuera uno de los primeros casos de activismo LGBTQ+ en Estados Unidos. En la época de su activismo, no había mucho apoyo y las ideas sobre el tema no estaban muy extendidas. Ayudó a sentar las bases para futuros activistas como Marsha P. Johnson y otros que lucharon durante los "movimientos modernos por los derechos LGBTQ".
En 2022, la Comisión Asesora Vecinal de Dupont Circle aprobó una resolución por la que se declaraba que la ya existente calle Swann, una vía que se extiende a lo largo de cinco manzanas en el noroeste de Washington D. C., llevaría el nombre de William Dorsey Swann. Antes de esa resolución, el nombre original de la calle era probablemente el del político y propietario de esclavos del siglo XIX Thomas Swann.